# Pierce the Veil
Pierce the Veil ist eine 2007 in San Diego gegründete Post-Hardcore-Band. Sie besteht aus dem Bassisten und Hintergrundsänger Jaime Preciado, sowie den beiden Gitarristen Tony Perry und Vic Fuentes, welcher auch der Frontsänger der Band ist. Ehemaliger Schlagzeuger ist Mike Fuentes, der jüngere Bruder des Sängers Vic Fuentes.
Die Band veröffentlichte bisher fünf Alben: Das Debütalbum A Flair for the Dramatic erschien im Jahr 2007 bei dem Label Equal Vision Records. 2010 folgte mit Selfish Machines das zweite Studioalbum. Nach einem Wechsel zur Plattenfirma Fearless Records erschien 2012 Collide with the Sky, das dritte Studioalbum der Gruppe; es wurde 2013 mit der Zusatz-DVD This Is a Wasteland, die eine einstündige Dokumentation sowie drei Musikvideos enthält, neu aufgelegt. Im Mai 2016 erschien das vierte Studioalbum Misadventures. Letztere drei Studioalben stiegen in die offiziellen US-Charts von Billboard ein. Außerdem erreichte die Band mit Misadventures erstmals internationale Chartnotierungen. Im November 2014 wurde der Song King for a Day aus dem Album Collide with the Sky mit einer Goldenen Schallplatte ausgezeichnet, im Oktober 2016 auch das Album. 2023 erschien ein weiteres Album „The Jaws Of Life“.
Pierce the Veil spielen Post-Hardcore mit leichten Einflüssen des Progressive Rock. Die Musik der Gruppe wird unter anderem mit Bands wie Emarosa, Alesana, The Used und Chiodos verglichen. Der Gesang von Vic Fuentes erinnert zudem an Claudio Sanchez von Coheed and Cambria. In ihrer Musik verwendet die Gruppe manchmal eher untypische Instrumente wie spanische Gitarren und Castagnetten. Aufgrund der Herkunft der Musiker etablierte sich in der Fangemeinde der Band der Begriff „Mexicore“. Die Liedtexte handeln meist von persönlichen Erfahrungen der Musiker. Haupttexter Vic Fuentes lässt sich beim Schreiben der Songtexte von aktuellen familiären Ereignissen, persönlichen Erfahrungen in Beziehungen, auf Tourneen und von Freunden inspirieren.
Pierce the Veil tourten durch Australien, Europa, Südamerika, das Vereinigte Königreich, Japan, Südostasien, die Vereinigten Staaten und Kanada. Auf ihren Konzertreisen spielte die Gruppe unter anderem mit A Day to Remember, All Time Low, Bring Me the Horizon, Sleeping with Sirens, Memphis May Fire, Issues, The Devil Wears Prada, Mayday Parade und Emarosa. Ebenfalls hatte die Band Festivalauftritte bei Rock am Ring, Rock im Park und Nova Rock, dem Soundwave Festival, der Warped Tour, sowie auf dem Slam Dunk Festival, dem Riot Fest und dem California Metalfest.
Pierce the Veil gewannen 2010 einen Liberation Award, der durch die Peta2 verliehen wurde, sowie 2013 einen Kerrang! Award. Für die 2013 veröffentlichte Tour-Dokumentation This Is a Wasteland erhielt die Gruppe 2014 einen Revolver Golden God Award. 2014 wurde die Gruppe bei den Alternative Press Music Awards in sieben Kategorien für eine Auszeichnung nominiert, wovon sie drei gewann.

## Geschichte

### Vor 2007:Before Today
Vor der Gründung der Band Pierce the Veil spielten die Fuentes-Brüder in der Gruppe Before Today, die sie ebenfalls gründeten. Diese hieß ursprünglich Early Times, musste sich aber aufgrund einer Urheberrechtsverletzung in Before Today umbenennen. Unterstützt wurde die Gruppe vom Gitarristen Joe Tancil und dem Bassisten Mitchell Ballatore. Durch die Veröffentlichung ihrer EP Roots Beneath Ideals wurde das Label Equal Vision Records auf die Band aufmerksam und nahm diese unter Vertrag. 2004 erschien mit An Celebration for an Ending das einzige Album der Gruppe. Die Band löste sich 2006 auf.

### 2007–2009: Gründung und DebütalbumA Flair for the Dramatic
Pierce the Veil wurden im Jahr 2007 von den Brüdern Mike und Vic Fuentes in San Diego, Kalifornien gegründet. Nachdem ihre erste Band Before Today sich aufgelöst hatte, beschlossen Mike und Vic Fuentes, eine neue Band zu gründen. Die Brüder schrieben ihre Songs allein in dem Heimstudio in der Nähe der Bucht Mission Bay bei San Diego, das von ihren Eltern finanziert wurde, weiter, um genug Material für die Produktion eines Albums mit der neuen Band Pierce the Veil zu haben. Das Album, das von den Brüdern gemeinsam mit Casey Bates in Seattle, Washington erarbeitet wurde, erschien am 26. Juni 2007. Es trägt den Titel A Flair for the Dramatic.

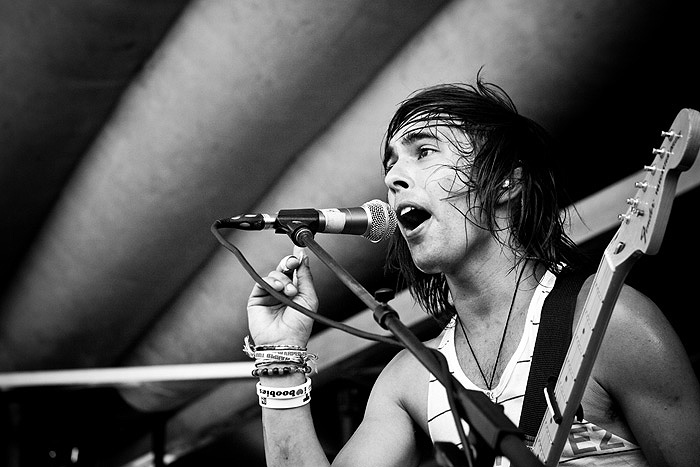
Vic Fuentes auf einem Konzert der Warped Tour im Jahr 2008

Kurz vor der Produktion ihres Debütalbums rekrutierten die Fuentes-Brüder mit dem Bassisten Jaime Preciado und dem Gitarristen Tony Perry zwei neue Musiker für die Gruppe. Zunächst wurde Gitarrist Perry von Vic und Mike Fuentes eingeladen. Dieser schlug etwas später vor, Preciado als Bassisten in die Band aufzunehmen. Perry und Preciado spielten vorher gemeinsam in einer lokalen Metalcore-Band, die Trigger My Nightmare hieß. Die Arbeiten im Studio nahmen insgesamt zwei Monate in Anspruch. Die Gruppe tourte drei Monate nach der Veröffentlichung des Albums vermehrt durch die Vereinigten Staaten. In den ersten zwei Jahren nach ihrer Gründung absolvierte die Band Konzertreisen mit All Time Low, Sleeping with Sirens, Tonight Alive, A Day to Remember, Chiodos, Emery, From First to Last und Mayday Parade.
Die erste größere Konzertreise absolvierte die Gruppe zwischen dem 23. September und dem 2. Oktober 2007 im Vorprogramm von The Devil Wears Prada und Chiodos. Diese Tour endete für das Quartett nach sieben Konzerten. Bereits zwei Tage später waren Pierce the Veil erstmals im Vereinigten Königreich zu sehen. Dort spielte die Band als Support für The Blackout. Zum Ende des Jahres 2007 war die Gruppe erneut als Vorband für Chiodos in den USA zu sehen. Außerdem spielten Pierce the Veil am Ende des Jahres bei den San Diego Music Awards.
Im November 2007 spielten Pierce the Veil außerdem ein Konzert auf der Warped Tour. Im darauffolgenden Jahr später tourte die Gruppe die komplette Warped Tour. Laut Fuentes war der Auftritt der Gruppe auf der Warped Tour 2008 der erste Wendepunkt der Bandkarriere. Zwischen Januar und März 2008 absolvierte die Gruppe eine ausgedehnte Konzertreise durch die USA. Im Rahmen dieser Tournee trat die Gruppe auf mehr als 40 Konzerten auf. Dabei spielten Pierce the Veil als Vorband für Mayday Parade, As Cities Burn und Emery. Die erste Konzertreise als Headliner war die The Delicious Tour, die im Oktober und November 2008 stattfand. Als Support traten Emarosa, Breathe Carolina und Four Letter Lie auf. Die Gruppe war Teil der Taste of Chaos Tour im Jahr 2009 mit Bring Me the Horizon, Thursday, Four Year Strong und Cancer Bats. Die Fuentes-Brüder wurden für das Line-Up des kurzlebigen Musikprojektes Isles & Glaciers bestätigt, das 2008 von Jonny Craig, dem ehemaligen Sänger von Emarosa und Dance Gavin Dance, sowie Craig Owens – Sänger von D.R.U.G.S. und Chiodos – gegründet wurde. Das Projekt veröffentlichte 2010 eine einzige EP, die in die offiziellen US-Charts einsteigen konnte. Während Jonny Craig aussagte, dass es sich bei Isles & Glaciers um eine „einmalige Sache“ handele, gab Vic Fuentes bekannt, dass er sich durchaus vorstellen könne, eines Tages erneut ein Album mit den Musikern der Supergroup zu veröffentlichen.

### 2009–2011:Selfish Machines

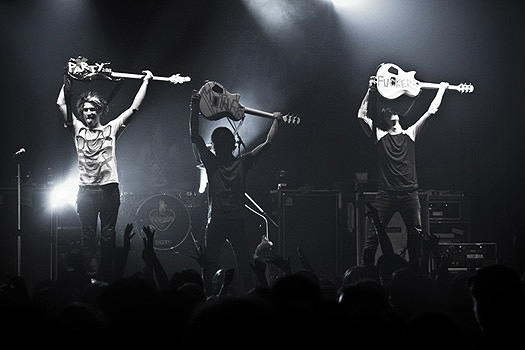
Pierce the Veil im März 2009

Im August 2009 gab die Band bekannt, sich in Los Angeles aufzuhalten, wo die Gruppe mit dem Produzenten Mike Green an dem zweiten Album arbeitete. Die ersten Demos für das Album nahm die Gruppe noch während der Taste of Chaos Tour auf. Insgesamt verbrachte die Gruppe zwischen Dezember 2009 und Januar 2010 acht Wochen im Studio. Das Schlagzeug wurde in einem einzigen Tag komplett eingespielt. In einem Interview hieß es, dass die Arbeiten am Album zunächst gut verliefen. Allerdings musste Sänger Vic Fuentes die restliche Zeit alleine im Studio verbringen, um die letzten Gesangsparts einzuspielen, während die übrigen Musiker zwischenzeitlich längst daheim waren. Insgesamt musste er einen Monat alleine im Studio verbringen, um das Album fertigzustellen. Das Album Selfish Machines erschien am 21. Juni 2010 via Equal Vision Records. Um Werbung für das Album zu machen, spielten Pierce the Veil auf mehreren großen Musikfestivals in den USA, darunter das Bamboozle Left, das SXSW, das Never Say Never Festival und erneut die Warped Tour.

Schriftzug des Logos auf Selfish Machines

Pierce the Veil coverten den Hit (Don’t Fear) The Reaper der Gruppe Blue Öyster Cult für die Punk-goes-Classic-Rock-Reihe, die am 27. April 2010 erschien. Die Gruppe war mit Attack! Attack! Teil der Take Action Tour, die durch Australien und Neuseeland führte. Auch spielte die Gruppe in Japan. Dies war auf der Versus Tour von Confide. Es war der erste Auftritt der Gruppe in Australien, Neuseeland und Japan. Zum Ende des Jahres folgte die This Is a Family Tour, bei der die Band mit Emmure, In Fear and Faith, Of Mice & Men und Attack Attack! zu sehen war. Diese Tournee endete am 19. Dezember 2010.
Die Gruppe spielte als Überraschungsgast auf der Alternative Press Tour 2010 im Fox Theater in Pomona, wo auch August Burns Red, Bring Me the Horizon, Emarosa, This Is Hell und Polar Bear Club auftraten. Am 1. November 2010 gab die Gruppe bekannt, im kommenden Jahr mit mehreren Szenegrößen, darunter Silverstein, Miss May I, The Chariot und A Bullet for Pretty Boy im Rahmen der Winterizer Tour zu spielen. Im Januar und Februar 2011 tourte die Gruppe erstmals auch auf dem europäischen Festland. Dabei spielte die Gruppe neben Bayside als Vorband von A Day to Remember. Im April folgte die The Gamechanger’s Tour mit A Day to Remember, Bring Me the Horizon und den zwischenzeitlichen Label-Kollegen von We Came as Romans. Pierce the Veil waren außerdem Co-Headliner des zweiten Tourabschnittes der The Dead Masquerade Tour von Escape the Fate.
Nachdem die Gruppe den Sommer nicht mit Touren verbracht hatte, um neues Material für das nächste Album zu erarbeiten, war die Gruppe bereit, mit Sum 41 auf Südamerika-Tour zu gehen. Diese Konzertreise wurde jedoch abgesagt, da sich Sum-41-Sänger Deryck Whibley einer Operation unterziehen musste. Zum Jahreswechsel tourten Pierce the Veil gemeinsam mit Motionless in White als Support von Blessthefall durch Europa und waren mit Miss May I Co-Headliner der No Guts No Glory Tour, die kurz nach Ende der Europatour startete. Die Band coverte den Song Just the Way You Are von Popmusiker Bruno Mars für die Punk-Goes-Pop-4-Compilation. Diese erschien am 21. November 2011.

### 2011–2015: Wechsel zu Fearless Records,Collide with the SkyundThis Is a Wasteland

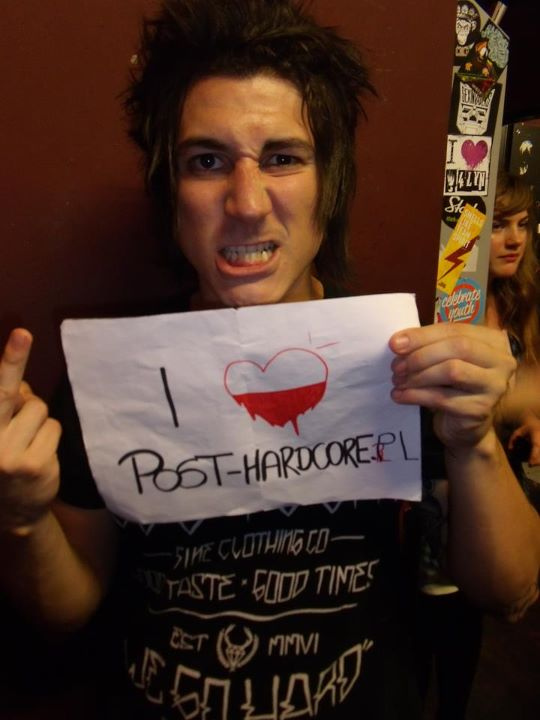
Bassist Jamie Preciado nach einem Konzert in Berlin im November 2011

Pierce the Veil wechselten, nachdem ihr Plattenvertrag Equal Vision Records ausgelaufen war, ihr Label und unterschrieben am 23. August 2011 einen neuen Vertrag mit dem kalifornischen Punklabel Fearless Records. In einem Interview erklärte Sänger Vic Fuentes, dass der Kontakt zu der Plattenfirma durch einen engen Freund der Band zustande gekommen war.
Ende Dezember des Jahres 2011 gaben die Musiker bekannt, im kommenden Jahr das Studio zu beziehen, um an ihrem dritten Studioalbum zu arbeiten. Vic Fuentes gab vier Tage nach dieser Ankündigung preis, mit dem Schreiben der Lieder, die während einer Wintertournee mit The Amity Affliction, Miss May I, Woe, Is Me und Letlive entstanden, fertig zu sein. Im Februar des Jahres 2012 bezogen die Musiker mit den Produzenten Dan Korneff und Kato Khandwala das Aufnahmestudio in Elmwood Park, New Jersey und begannen mit der Produktion des Albums. Collide with the Sky, so der Titel des Albums, erschien am 17. Juli 2012 weltweit über Fearless Records. Die Erarbeitung der Lieder fand an mehreren Orten, darunter Big Bear Lake, Florida und San Diego statt. In einem Interview mit Sebastian Berning von Powermetal.de verriet Vic Fuentes, dass der Kontakt zu den Produzenten durch die Labelkollegen Mayday Parade, welche bereits in der Vergangenheit mit Korneff und Khandwala zusammengearbeitet hatten, zustande kam.
In der ersten Woche nach der Veröffentlichung des Albums wurden etwas mehr als 27.000 Tonträger alleine in den Vereinigten Staaten abgesetzt, wodurch das Album auf Platz 12 in den nationalen Albumcharts einstieg und sich neun Wochen lang ununterbrochen in der Verkaufsliste positionieren konnte. Um das Album bewerben zu können, spielte die Band zwischen dem 16. Juni und dem 5. August 2012 auf der Hauptbühne der Warped Tour, wobei die Gruppe in Philadelphia vor 10.000 Zuschauern auftrat. Als Gastmusiker wurde die Band von Kellin Quinn von Sleeping with Sirens, der auf der Single King for a Day zu hören ist, während der Warped Tour begleitet. Im Anschluss an die Warped Tour absolvierte die Band ihre erste und fast ausverkaufte Tournee als Headliner durch das Vereinigte Königreich. Im November spielte die Gruppe auf dem California Metalfest in San Bernardino.

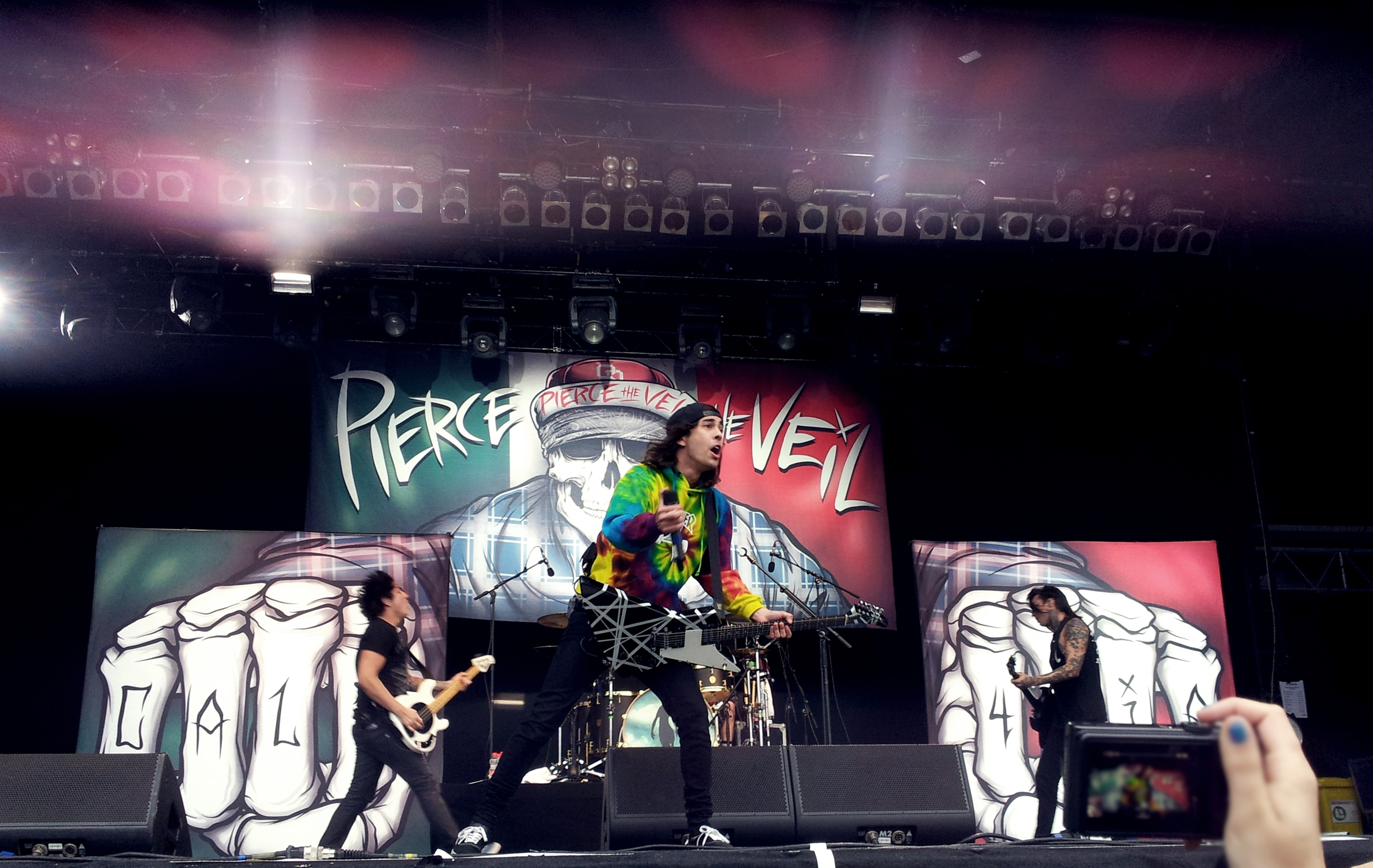
Pierce the Veil auf der Clubstage bei Rock am Ring, 2013

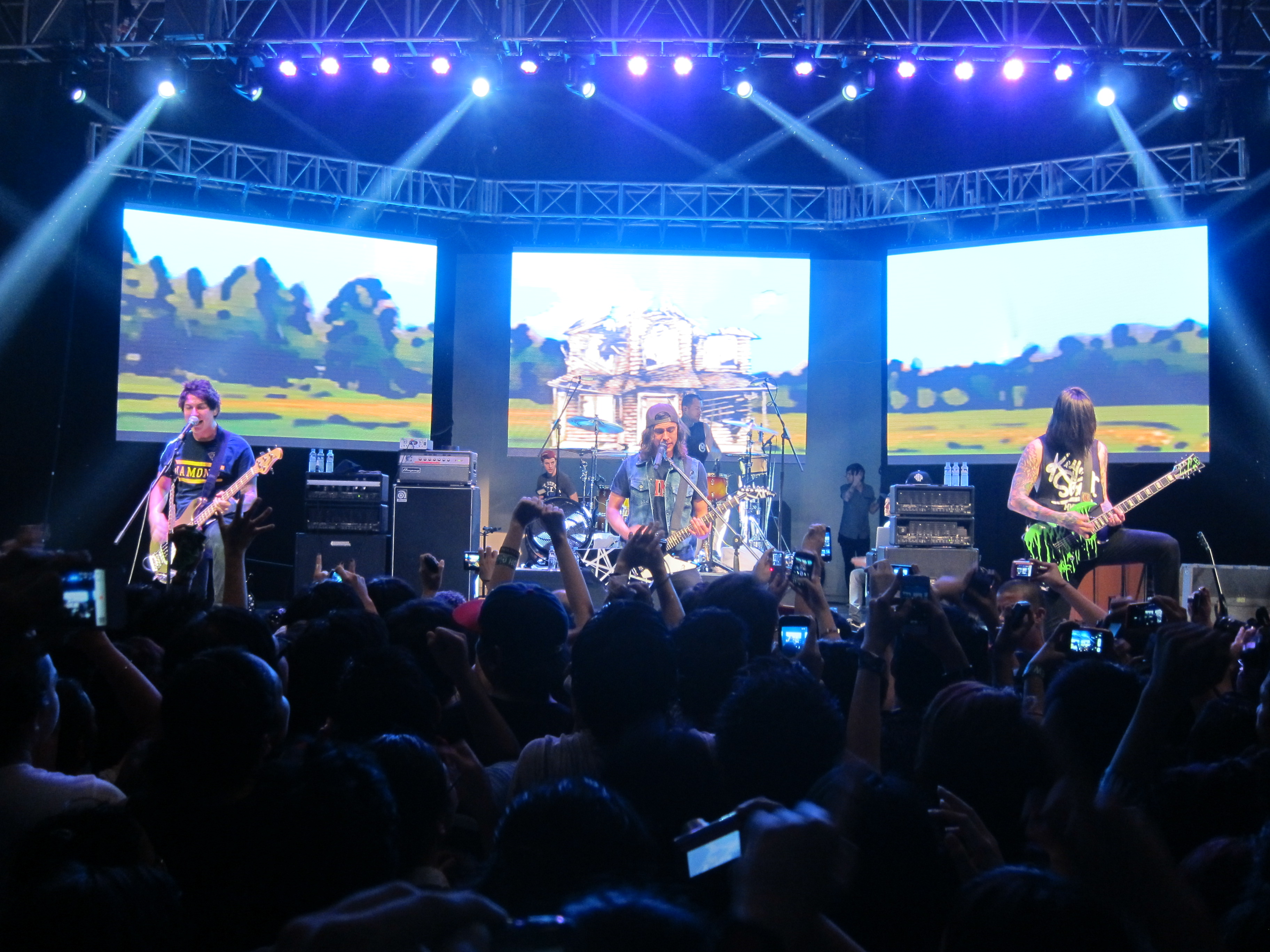
Pierce the Veil bei einem Auftritt im SM North City Skydome EDSA in Quezon City auf den Philippinen, 2013

Im Februar des darauffolgenden Jahres spielte Pierce the Veil mit Sleeping with Sirens eine Konzertreise durch mehrere Staaten Südostasiens, ehe Ende des gleichen Monats ein Auftritt auf dem Soundwave Festival in Australien folgte. Im Anschluss daran folgte eine kleine Konzertreise in Begleitung von Memphis May Fire, Letlive und Issues. Im April und Mai spielte die Band eine Co-Headliner-Tour mit All Time Low durch Nordamerika, ehe im gleichen Monat eine weitere Tournee durch das Vereinigte Königreich folgte, dieses Mal mit Hands Like Houses und Woe, Is Me als Vorgruppen. Während des ersten Konzertes dieser Tournee brach sich Bassist Jaime Preciado den Fuß, sodass er die komplette Tournee mit einer Gehhilfe absolvieren musste. Zwischen dem 25. und 27. Mai gleichen Jahres spielte die Band auf dem Slam Dunk Festival, ehe knapp zwei Wochen später der erste Auftritt der Band bei Rock am Ring und Rock im Park folgte. Im Juli spielte die Band erstmals in Südamerika, nachdem eine im Jahr 2011 geplante Tournee abgesagt werden musste. Im August folgte eine Konzertreise durch Kanada mit The Ghost Inside und A Day to Remember. Einen Monat darauf spielte Pierce the Veil abermals mit All Time Low und A Day to Remember. Ende des Jahres folgte eine Europatournee als Vorband für Bring Me the Horizon. Im selben Monat wurde Collide with the Sky mitsamt der Dokumentation This Is a Wasteland neu aufgelegt, sodass das Album erneut in die Charts einstieg und weitere sechs Wochen in den Albumcharts zu finden war. Die DVD wurde bei den Revolver Golden Gods Awards mit einem Preis in der Kategorie Beste DVD/Bestes Video bedacht. Einen Tag nach Verleihung dieses Musikpreises gab das US-amerikanische Musikmagazin die Erstverleihung der Alternative Press Music Awards bekannt, bei der die Band in sieben Kategorien eine Nominierung erhielten, darunter für die Beste Liveband und Künstler des Jahres. Pierce the Veil gewann in der erstgenannten Kategorie, sowie in den personenbezogenen Kategorien bester Bassist und bester Schlagzeuger eine Auszeichnung. Am Tag der Preisverleihung kündigten die Musiker eine Welttournee mit Sleeping with Sirens an. Später wurden weitere Tourabschnitte für diese Konzertreise angekündigt.

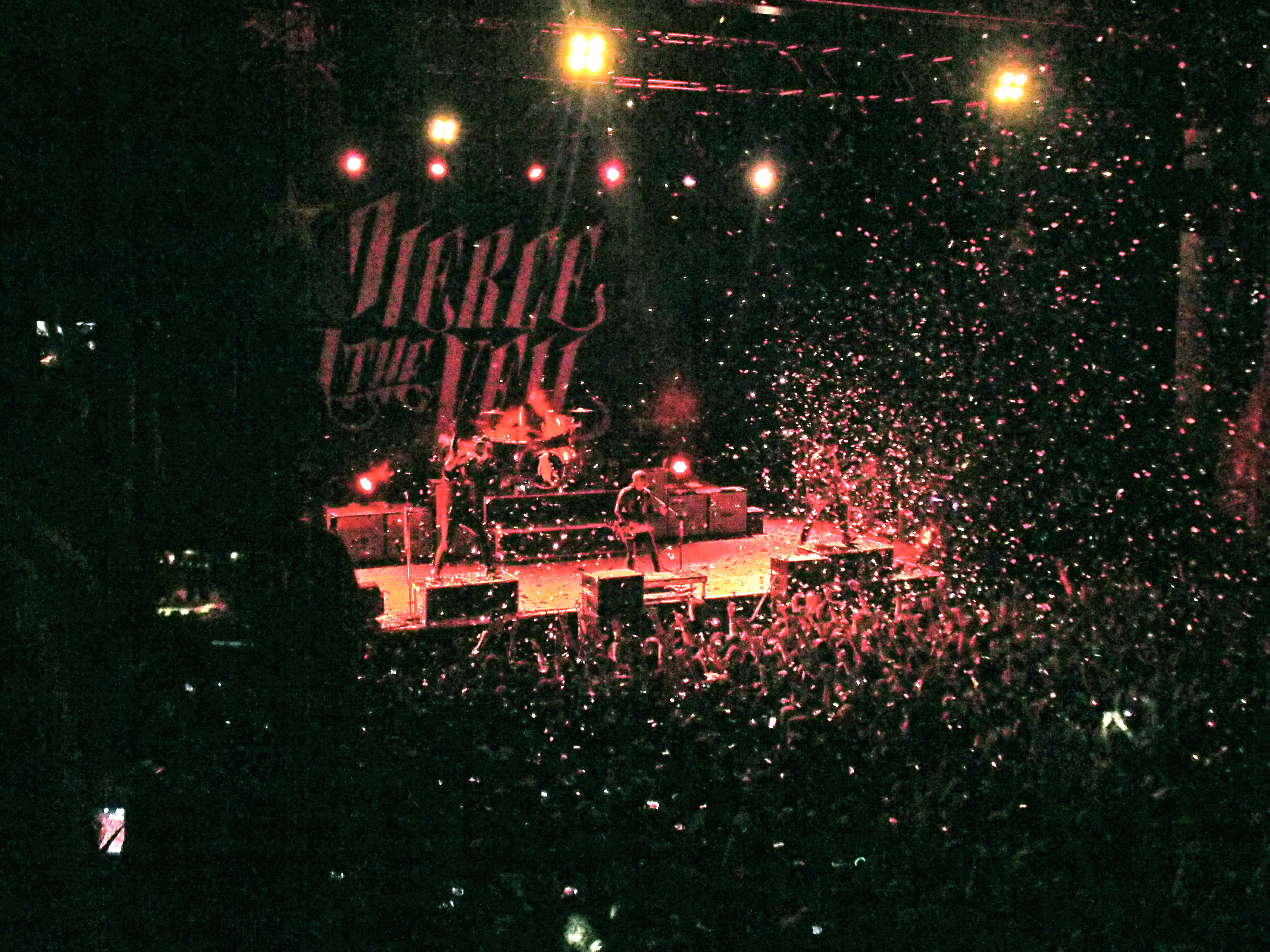
Pierce the Veil spielen im ausverkauften E-Werk in Köln, 2015

Im November des Jahres 2014 wurde Pierce the Veil für das Reading and Leeds im darauffolgenden Jahr angekündigt, wo die Band bereits auf der Hauptbühne spielte. Zuvor spielte die Band als Headliner auf dem SelfHelp Fest, das von den Musikern der Band A Day to Remember organisiert wird. Zwischen Juli und August 2015 spielte die Band erneut auf der kompletten Warped Tour. Eine Woche vor Beginn dieser Festivaltournee verletzte sich Gitarrist Tony Perry bei einem Mountainbike-Unfall schwer, sodass er einige Zeit lang durch Jesse Barrera von My American Heart vertreten werden musste. Trotz seiner Verletzung spielte Perry ein Konzert im Rahmen der Alternative Press Music Awards 2015 in Cleveland, Ohio sowie auf der Warped Tour im Qualcomm Stadium in San Diego, obwohl die Ärzte davon abgeraten hatten. Zwischenzeitlich wurde Collide with the Sky von der RIAA mit einer Goldenen Schallplatte für eine halbe Million verkaufter Einheiten in den Vereinigten Staaten ausgezeichnet.

### 2015–2018:Misadventures

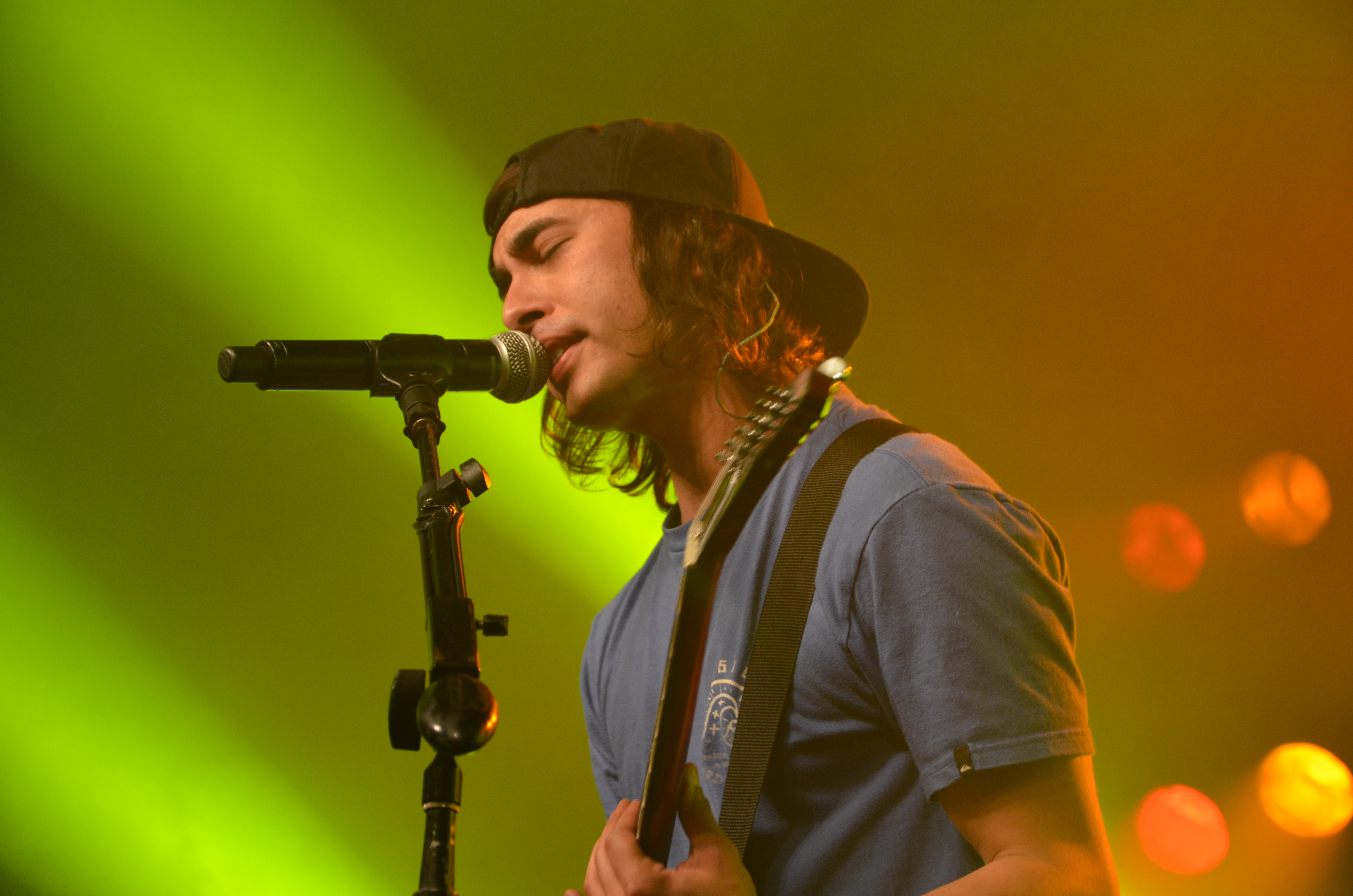
Vic Fuentes von Pierce the Veil in der Live Music Hall in Köln, 2016.

Während der Spring Fever Tour, die die Gruppe mit All Time Low, Mayday Parade und You Me at Six absolvierte, arbeiteten die Musiker bereits an neuem Material für ihr viertes Studioalbum. Die Gruppe plante mit dem Produzenten Tom Denney, so schnell wie möglich das Studio beziehen zu können. Am 23. Dezember 2013 bestätigten Jaime Preciado und Vic Fuentes, dass das Album im Jahr 2014 erscheinen würde. Allerdings wurde erst am 22. März 2014 bekannt, dass die Gruppe nach der absolvierten Europatournee mit Bring Me the Horizon, die im Dezember 2013 endete, sich ins Studio begeben habe, um Stücke für das neue Album zu verfassen. In einem Interview mit Impericon hieß es, dass sich die Musiker beim Schreiben der Stücke genug Zeit lassen und nichts überstürzen wollten. Insgesamt dauerten die Schreibarbeiten an den Stücken für das Album, die in San Diego und später in Big Bear Lake stattfanden, fünf Monate. In einem Interview, dass die Gruppe im März 2013 während ihrer Zeit beim Soundwave Festival in Australien mit Poppy Reid von The Music Network führte, gab Fuentes bekannt, dass Jenna McDougall, Frontsängerin der Pop-Punk-Band Tonight Alive, in einem Stück auf dem neuen Album als Gastsängerin zu hören sein soll. Dieses wurde in einem späteren Interview mit dem Kerrang! als zu voreilig bezeichnet.
Mitte Mai begannen die Musiker erste Vorarbeiten an dem neuen Album im Studio. Am 5. Juni 2014 gab Tony Perry auf seinem Twitter-Profil bekannt, dass die Musiker zeitnah ins Studio begeben würden. Am selben Tag hieß es, die Gruppe fliege nach Long Island um das Studio zu beziehen. Die Vorproduktion des Albums begann im Juni 2014. Im August bezog die Gruppe mit Dan Korneff des Sonic Debris Recording Studio in New York. Am 4. August 2014 wurde bekanntgegeben, dass das Album aufgrund einer Verzögerung Anfang des Jahres 2015 veröffentlicht werden sollte. Laut Kerrang! sollte das Album im Januar 2015 veröffentlicht werden. Am 17. September 2014 hieß es, dass das Album fast fertig sei. In einem Interview mit Yahoo vom 6. Februar 2015 hieß es allerdings, dass das vierte Album im Sommer herausgebracht werden sollte. Am 18. Juni 2015 wurde mit The Divine Zero die erste Singleauskopplung des vierten Studioalbums veröffentlicht. Allerdings wurde eine Veröffentlichung erneut aus unbekannten Gründen verschoben, sodass am 22. Dezember 2015 das Album für das Jahr 2016 angekündigt wurde. Am 15. März 2016 sickerten der Name und das Veröffentlichungsdatum des Albums durch ein Gerücht durch. Demnach trägt es den Namen Misadventures und soll im Mai 2016 veröffentlicht werden. Drei Tage später wurde dieses Gerücht bestätigt. Misadventures wurde offiziell am 13. Mai 2016 weltweit veröffentlicht. Innerhalb der ersten Verkaufswoche wurde das Album über 50.000-mal verkauft, was einen Charteinstieg auf Platz 4 in den US-amerikanischen Albumcharts bedeutete. Außerdem stieg das Album erstmals auf internationaler Ebene in die Charts ein, darunter in Deutschland, Australien und im Vereinigten Königreich.

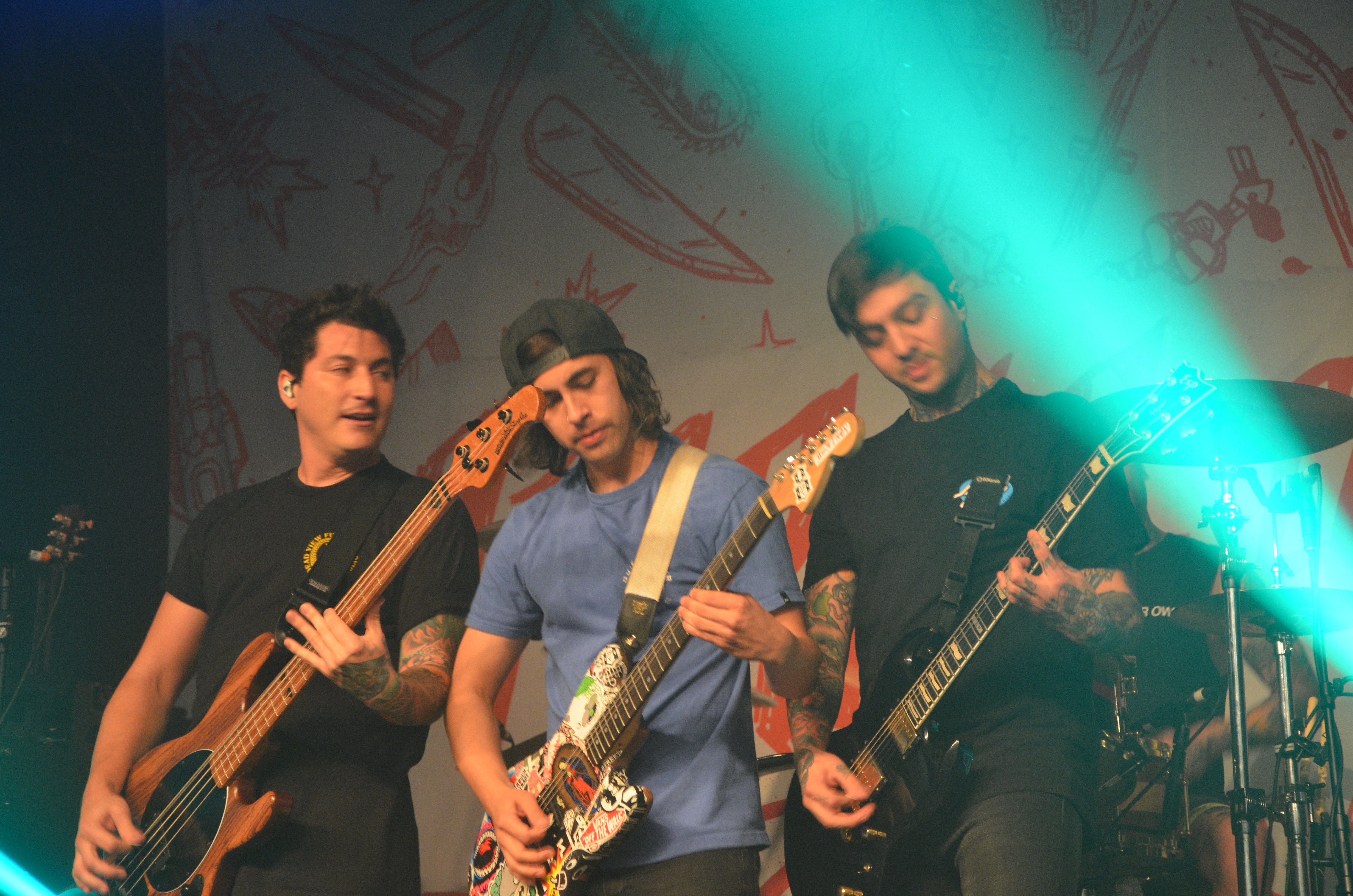
Pierce the Veil spielen in der Live Music Hall in Köln, 2016.

Am 13. Mai 2016 fand ein Albumveröffentlichungskonzert im Pabellón Oeste del Palacio de los Deportes in Mexiko-Stadt statt. Vom 5. bis 26. Juni 2016 spielte die Gruppe eine Konzertreise durch die Vereinigten Staaten, um das Album zu bewerben. Dabei spielte die Gruppe das Album auf jedem Konzert in voller Länge. Begleitet wurde die Tournee von I the Mighty und Movements. Einen Tag nach Ende der US-Tournee hatte die Band einen Auftritt in der Late-Night-Show Conan mit Conan O’Brien. Im Juli spielten Pierce the Veil eine kleine Tournee durch Lateinamerika mit Stationen in Argentinien, Brasilien, Chile und Mexiko. Zwischen dem 16. und 23. August 2016 absolvierte die Band eine Headliner-Tournee durch Australien, die von Beartooth, Silverstein und Storm the Sky begleitet wurde. Es war die erste Konzertreise der Gruppe durch Australien seit ihrem Auftritt auf dem Soundwave Festival im Jahr 2013. Unmittelbar im Anschluss an die Australien-Tournee absolvierte die Gruppe ihren zweiten Tourabschnitt in den Vereinigten Staaten mit Neck Deep und I Prevail. Bereits am 26. März 2016 wurde ein weiterer Abschnitt der Misadventures-Tournee bekanntgegeben. Diese begann am 29. Oktober 2016 mit einem Auftritt im Le Trabendo in Paris, Frankreich und endete nach 29 Konzerten am 6. Dezember 2016 in der Dublin Academy in Dublin, Republik Irland. Dabei tourte die Band durch Spanien, Deutschland, Ungarn, Italien, Schweden, Dänemark, Belgien, Österreich, sowie durch die Schweiz, die Niederlande und das Vereinigte Königreich.
Am 13. Oktober 2016 wurden Pierce the Veil gemeinsam mit Sleeping with Sirens, Beartooth und Motionless in White in der ersten Ankündigungswelle für Rock am Ring und Rock im Park angekündigt. Des Weiteren wurde die Gruppe erstmals für das Greenfield Festival, das Download-Festival und den Nova Rock bestätigt. Im September und Oktober 2017 folgte eine Konzertreise mit Rise Against in den Vereinigten Staaten und Kanada. Eine Beteiligung der Band an der Tournee mit All Time Low, die im März 2018 im Vereinigten Königreich stattfinden sollte, wurde indes von den Musikern abgesagt, nachdem Schlagzeuger Mike Fuentes aufgrund mehrerer Vorwürfe wegen sexuellen Fehlverhaltens, welche im November gegen ihn geäußert wurden, vorläufig die Band verlassen hat.

### Seit 2018: Neues AlbumThe Jaws of Life
Am 6. Juli 2018 wurde bekannt, dass Musiker mit den Arbeiten ihres fünften Studioalbums begonnen haben. Am 25. August 2020 teilte Vic Fuentes mit, dass sein Bruder Mike seit 2017 nicht mehr Teil der Gruppe ist und auch nicht auf dem kommenden Album zu hören ist. Dennoch spielte Mike Fuentes im April noch ein Quarantäne-Konzert mit der übrigen Gruppe.
In einem Anfang des Jahres 2022 veröffentlichten Artikel im Music Mayhem Magazine hieß es, dass die Gruppe bereits im Oktober des gleichen Jahres mit dem Mutemath-Musiker Paul Meany als Produzenten ein Aufnahmestudio in New Orleans, Louisiana bezogen und mit den Aufnahmen begonnen habe. Im November waren die Aufnahmen für Schlagzeug und E-Bass größtenteils abgeschlossen. Meany fungiert bei den Aufnahmen als Studio-Schlagzeuger. Am 1. September gleichen Jahres erschien mit Pass The Nirvana das erste neue Lied der Gruppe nach sechs Jahren. Am 11. November gleichen Jahres folgte die Herausgabe des Stückes Emergency Contact. Zudem wurde die Herausgabe des fünften Albums The Jaws of Life angekündigt. Es erschien am 10. Februar 2023.
Im März 2022 kündigte die Gruppe ihre erste Konzertreise seit 2016 an, die zwischen dem 1. und 10. Dezember gleichen Jahres im Vereinigten Königreich stattfanden. Zuvor tourte die Band gemeinsam mit I Prevail durch die Vereinigten Staaten und Kanada. Als Session-Schlagzeuger wurde der frühere letlive.-Musiker Lionel Robinson ins Boot geholt. Im März und April 2023 spielten die Gruppe eine sechs Konzerte umfassende Tournee, die durch Mexiko und Südamerika führte. Im November und Dezember folgte eine Nordamerika-Tournee, die von L.S. Dunes und Dayseeker begleitet wurde. Für 2024 ist eine Europatournee mit zwei Konzerten in Deutschland bestätigt worden. Darauf soll eine Arenatournee als Vorgruppe für Blink-182 folgen, die zwischen Juni und August in Nordamerika stattfindet.

## Stil

### Musik
Auf dem Debütalbum wurde die Musik der Gruppe als eine Mischung aus Emo, Screamo und Progressive Rock beschrieben. Die musikalischen Kompositionen auf dem Debütalbum sind komplex gehalten, sodass ein Vergleich mit Sparta, Trail of Dead und zeitweise auch mit Queen möglich ist. Auf dem 2010 erschienenen Album Selfish Machines sind des Öfteren auch Einflüsse aus dem Punk zu finden. Des Weiteren greifen die Musiker auf eher genre-untypische Instrumente wie Pianos oder Akustikgitarren zurück. Mit dem Erscheinen des zweiten Albums wurde die Gruppe mit The Used, Chiodos und Emarosa verglichen. Auch wurde die Gruppe mit Alesana verglichen. Die Gruppe erntete in der Vergangenheit viel Lob für ihre Fähigkeit, die „Wildheit des Hardcore und Metal mit dem Songwriting und der Melodik der Popmusik“ zu vermischen.
Der Gesang von Vic Fuentes wechselt zwischen reinem Gesang und Screams. In vielen Stücken variiert der Sound. So gibt es häufige Wechsel von langsamen zu schnellen Riffs, von hart zu soft, von rockig bis poppig. Die Gruppe betonte, dass sie immer mit ihren musikalischen Wurzeln arbeiten würde. Die Musiker sehen in Pierce the Veil keine Metal-Band, sondern haben eine eigene Definition von Härte.
Elmar Salmutter vom deutschen Metal Hammer beschrieb die Musik auf ihrem Debütalbum A Flair for the Dramatic als „ausgereift und vielschichtig“. Er ist der Meinung, dass die Stimmlage von Vic Fuentes sehr an Claudio Sanchez von Coheed and Cambria erinnere. Der Kritiker schreibt, dass sich die Gruppe auf ihrem Erstlingswerk auch von Silverchair beeinflussen ließ. Auch Sparta wurde von Salmutter als musikalischer Einfluss auf dem Album genannt.
Florian Kapp erwähnt auf dem dritten Album Collide with the Sky Prog-Rock-Passagen als musikalische Höhepunkte. Er beschreibt, dass die Musik im Vergleich zu den Vorgänger-Alben poppiger klinge. Auch den Einsatz von spanischen Gitarren hebt der Kritiker lobend hervor. In der Szene hat sich aufgrund der Herkunft der Musiker der Begriff „Mexicore“ etabliert. Vic Fuentes selbst sagte, dass der Begriff Mexicore eine „Mischung aus harter Musik mit spanischem Gefühl“ darstelle.
Die Band ist dafür bekannt, auch Instrumente einzusetzen, die für ihre Musikrichtung untypisch sind. So finden im Stück Bulls in the Bronx Akustikgitarren, Castagnetten und Bongos Verwendung. Auch wenn die Musik von Pierce the Veil nichts mit Grindcore zu tun hat, bezeichnete Tom Araya, ein Musiker der Band Slayer, in einem Interview mit der deutschsprachigen Ausgabe des Vice-Magazins die Gruppe als einen Vertreter „des neuen Metals“, den er persönlich im „Grindcore“ ausmachte.
Auf Misadventures orientiere sich die Band sehr nah an der Grenze zur Popmusik. Auch sind Einflüsse aus dem Pop-Punk zu hören. Gruppen wie Panic! at the Disco, Atreyu und My Chemical Romance werden als musikalische Referenzen genannt. Dieser musikalische Stilwechsel wurde auf dem 2023 veröffentlichten fünften Studioalbum The Jaws of Life weiter voran getrieben. Die Musiker orientieren sich vermehrt an Genres wie dem Indie- und Alternative Rock, wobei die Band sich noch weiter der Popmusik angenähert und sich von den musikalischen Wurzeln weiter entfernt habe. Auch werden Einflüsse des Grunge erkannt. Dieser Stilwechsel wurde in deutschsprachigen Medien überwiegend negativ kritisiert, während in der englischen Fachpresse diese positiv aufgenommen wurde.

### Texte

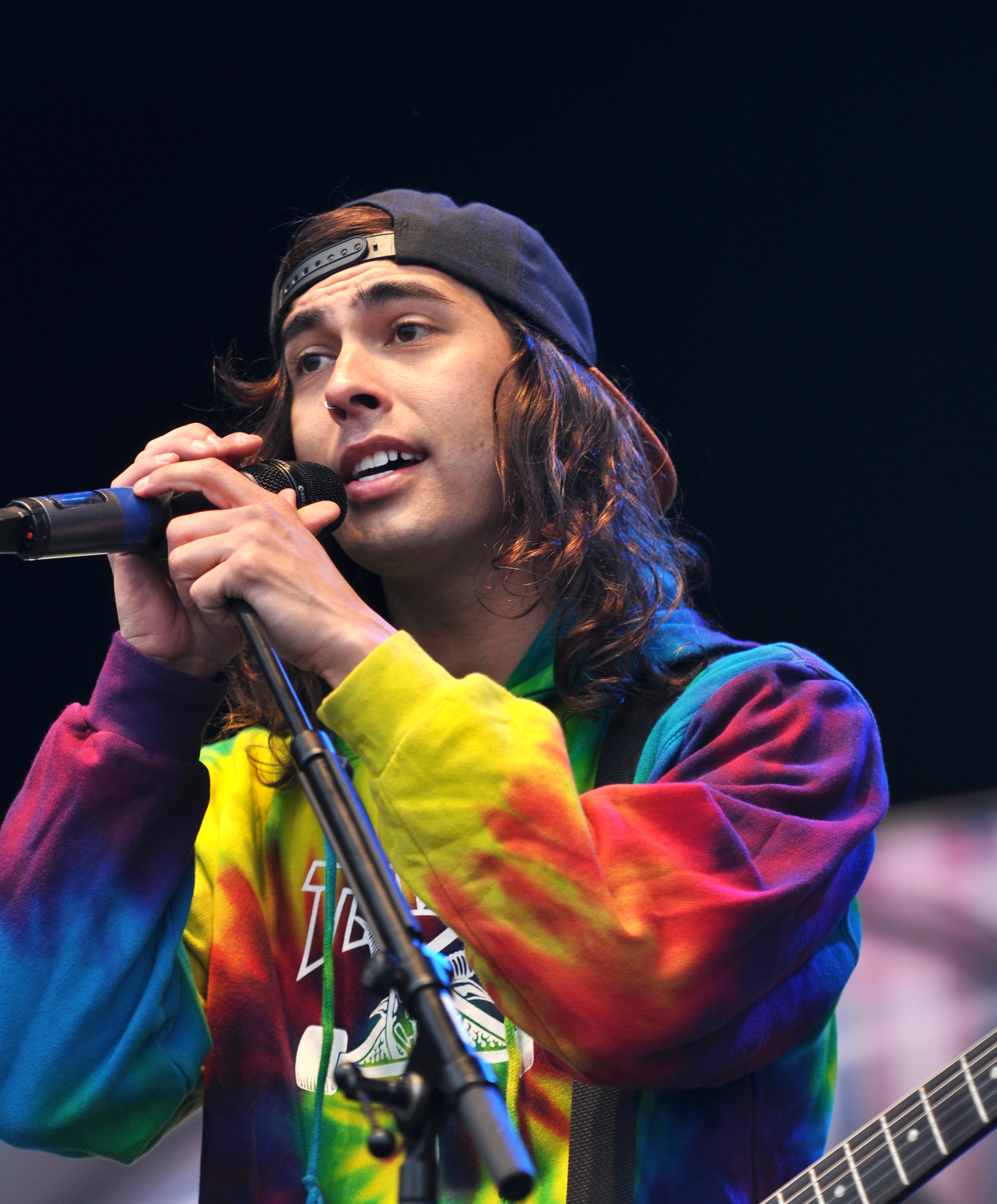
Vic Fuentes (2013)

Für die Texte der Gruppe ist Sänger Vic Fuentes hauptverantwortlich. Selten wurde er von anderen Musikern oder Freunden, wie dem ehemaligen A-Day-to-Remember-Gitarristen Tom Denney, Curtis Peoples und Dave Yaden beim Verfassen der Texte unterstützt. Viele Liedtexte handeln von persönlichen Erfahrungen der Musiker. Fuentes sagte, er verfolge beim Verfassen der Stücke keinerlei Konzepte, sondern lasse sich von aktuellen oder familiären Ereignissen, persönlichen Erfahrungen in Beziehungen, auf Tournee und von Freunden inspirieren.

“I try not to really go with any sort of concept or anything like that. Some bands are very political; some bands only write about love. Our band is always about what has recently happened, whatever is happening in our families, in our lives, our relationships, our tours and our friends. Whatever is weighing heavy in our minds is going to come out.”

Allerdings gibt es auch mehrere Stücke, bei denen er von Fans der Gruppe inspiriert wurde. So schrieb er die Lieder Bulls in the Bronx und Hold On Till May für Olivia Penpraze, die sich am 3. April 2012 erhängte. Freunde von Penpraze schrieben den Musikern einen Brief, da Penpraze ein Fan der Band gewesen war.

‘Bulls in the Bronx’ has a crazy story to it. It’s a sad story, but it inspired the song. It’s about this girl who is 16, and her friends wrote to me and said she recently committed suicide, along with a link to her Tumblr page. It was one of the most haunting things I’ve ever seen. It’s so sad because she was such a sweet-looking girl too. There were things on there where she would say how she thought she was worthless, ugly, and all this crazy stuff. That whole thing really stuck with me for a while, and I wrote this song about her.

Auch das Lied I Don’t Care If You’re Contagious wurde einem Fan der Band gewidmet. Die Musiker erzählten in einem Artikel mit dem Magazin Alternative Press, dass ein weiblicher Fan Kontakt mit den Musikern aufgenommen habe und berichtete, dass ihr ehemaliger Freund bei einem Autounfall ums Leben kam. Beide hatten sich auf einem Konzert der Gruppe kennengelernt. Fuentes schrieb dieses Lied als Geschenk für sie. Das Lied Million Dollar Houses (The Painter) ist an Fuentes’ Eltern gerichtet, wobei sein Vater dabei gezielt angesprochen wurde. Das Stück handelt davon, dass seine Eltern sich trotz finanzieller Probleme nicht trennten, egal wie schlecht es ihnen ging. Das Lied A Match Into Water aus dem Album Collide with the Sky schrieb er über seine damalige Freundin, die zu diesem Zeitpunkt wegen Brustkrebs sehr häufig im Krankenhaus behandelt werden musste.
In einem Interview mit Alternative Press hieß es, dass sich Vic Fuentes beim Verfassen der Liedtexte alleine in einem Zimmer verschanze. So mietete Fearless-Records-Besitzer Bob Becker eine Kabine für Fuentes, um ihm das Schreiben an den Songtexten für das 2012 veröffentlichte Album Collide with the Sky zu ermöglichen. In einem Artikel des britischen Rock Sound wurde die Gruppe als „eine Band für die Verlorenen, Gebrochenen und Einsamen beschrieben, was auf die Liedtexte der Musiker zurückzuführen sei.“ Fuentes sagte, dass er sicher gehen möchte, dass jeder Text zu jedem Stück Spaß und Inspiration bei den Hörern verbreitet.

“I want to make sure that every lyric to every song is something that people can enjoy and become inspired by.”

Für die Songtexte aus dem vierten Studioalbum unternahm Fuentes im Jahr 2014 neben den regulären Schreibsessions einige Campingreisen, um an weiterem Liedmaterial schreiben zu können, wodurch diese noch persönlicher gehalten sind als ältere Stücke der Band. Auch in diesem Album sind Lieder zu finden, die er über seine ehemaligen Beziehungen geschrieben hat. So handelt das Lied Gold Medal Ribbon über seine erste große Liebe, während Texas is Forever die Geschichte einer gescheiterten Beziehung, die er bereits in Liedern vergangener Alben besang, erneut aufgreift. Floral & Fading schrieb er für Danielle Perry und Song for Isabelle widmete Fuentes einem Fan aus Übersee. Das erste Lied der Band, das die jüngere Zeitgeschichte aufgreift, ist Circles, in dem er das Massaker im Bataclan-Theater während der Terroranschläge am 13. November 2015 in Paris thematisiert. Hintergrund für das Verfassen des Liedes war die Aussage der an dem Abend im Bataclan auftretenden Band Eagles of Death Metal, wonach einige Fans versucht hätten, ihre Freunde vor den Terroristen zu schützen.

## Bandname
Der Bandname stammt von dem gleichnamigen Lied der Vorgänger-Band Before Today, das auf dem einzigen veröffentlichten Album An Celebration for an Ending zu finden ist. Der Name ist an den englischen Begriff „piercing the corporate veil“ angelehnt, was bedeutet, Probleme an der Wurzel zu packen und zu beseitigen.

## Musiker

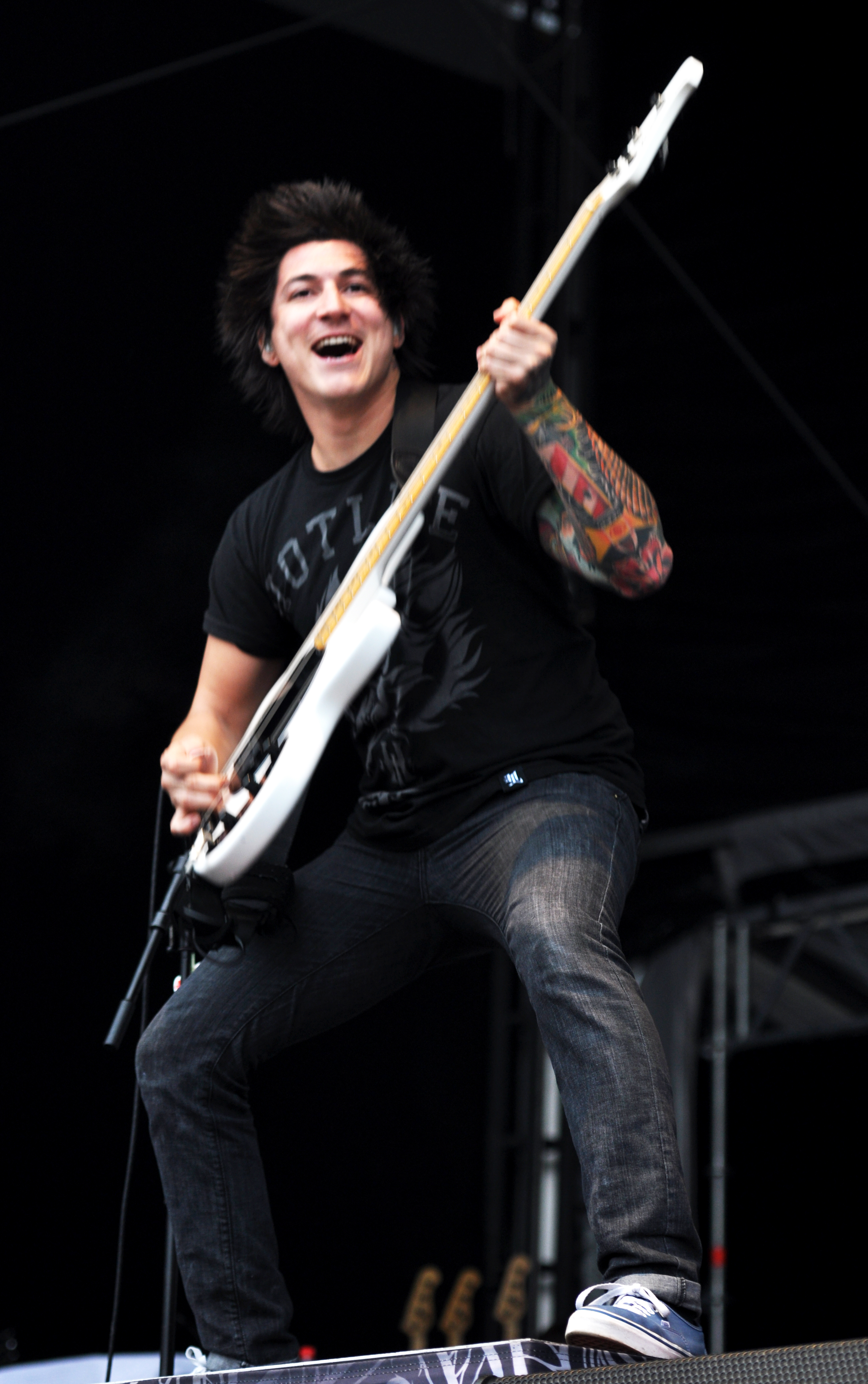
Jaime Preciado – E-Bass, Gesang
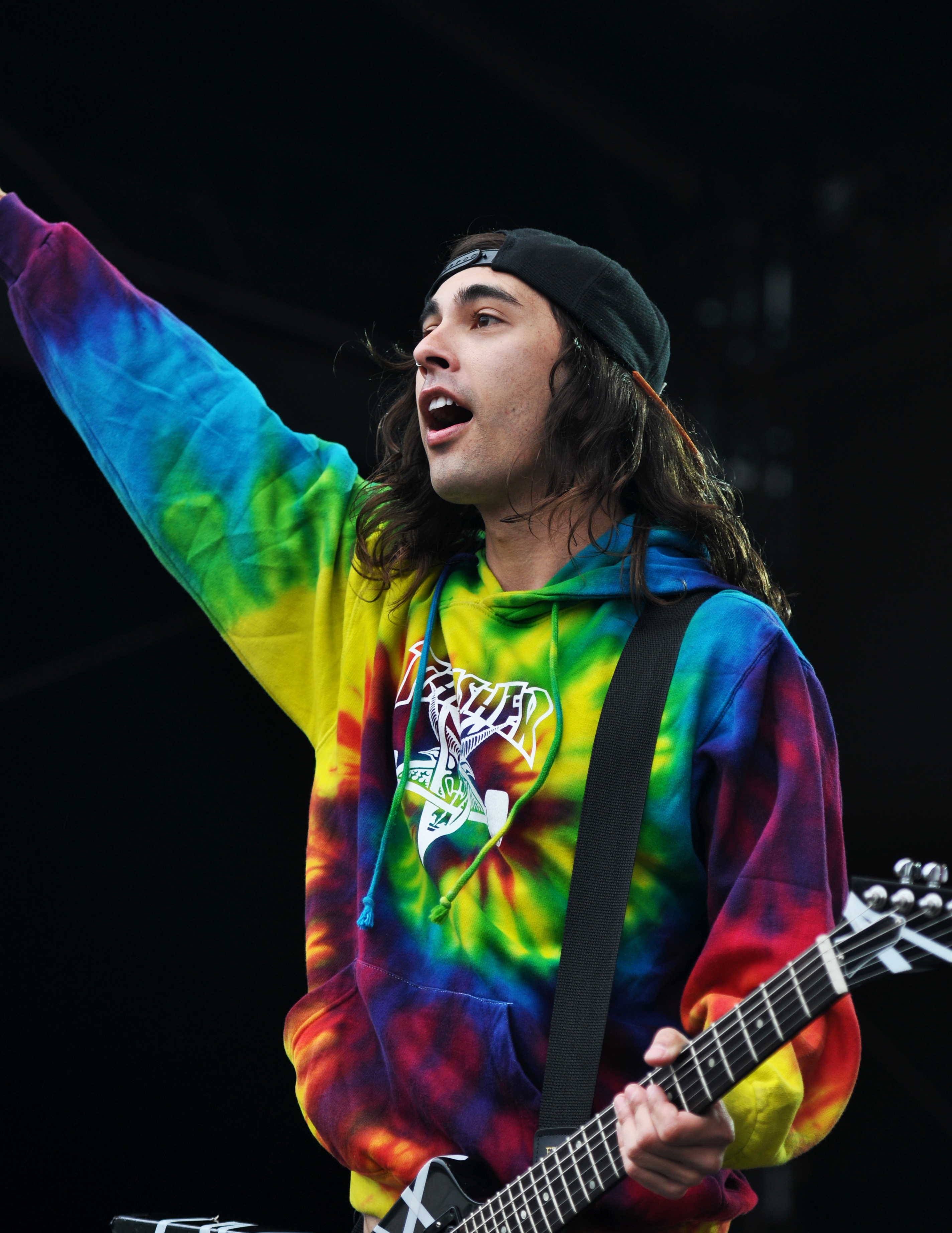
Vic Fuentes – Gesang, E-Gitarre
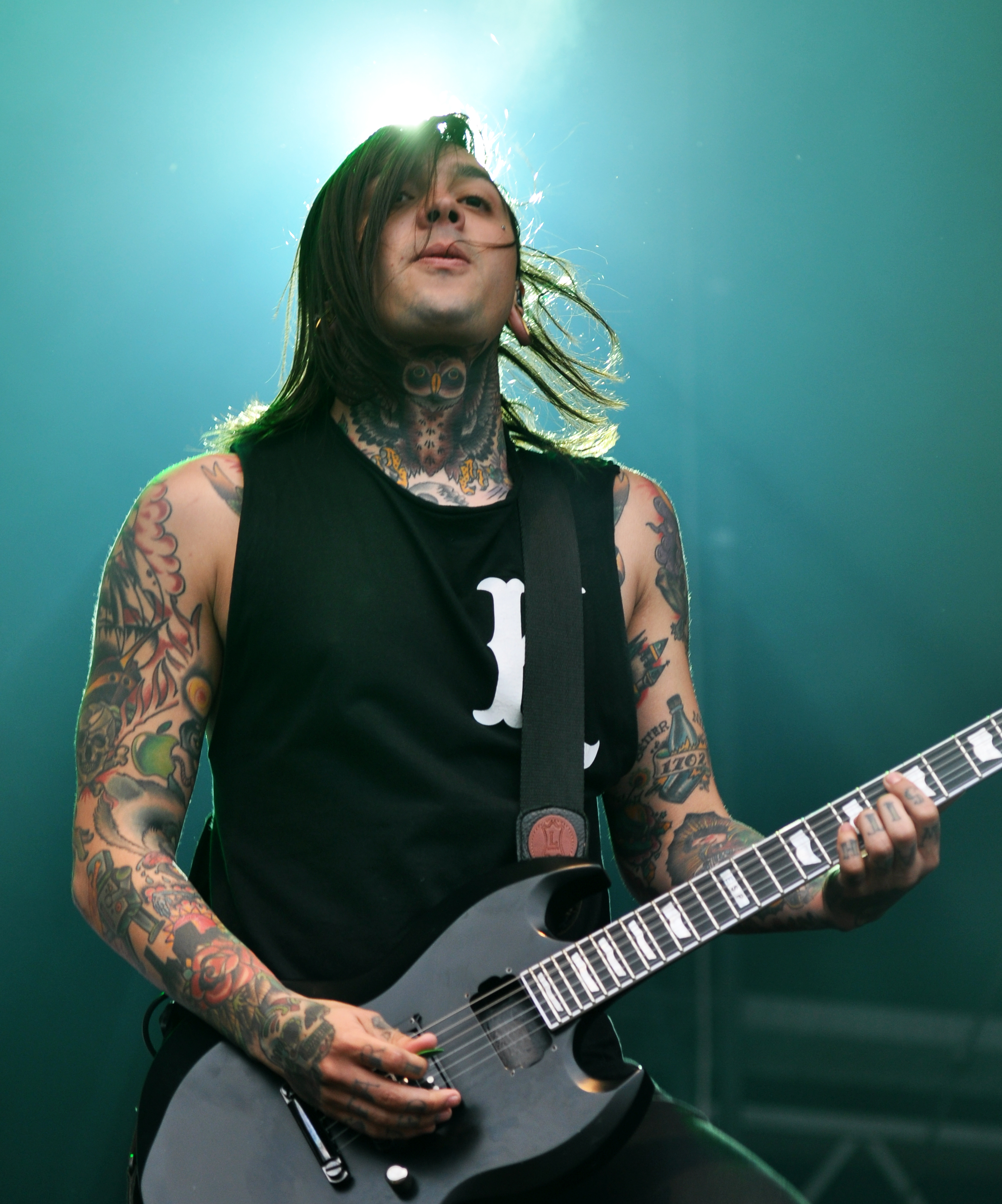
Tony Perry – E-Gitarre
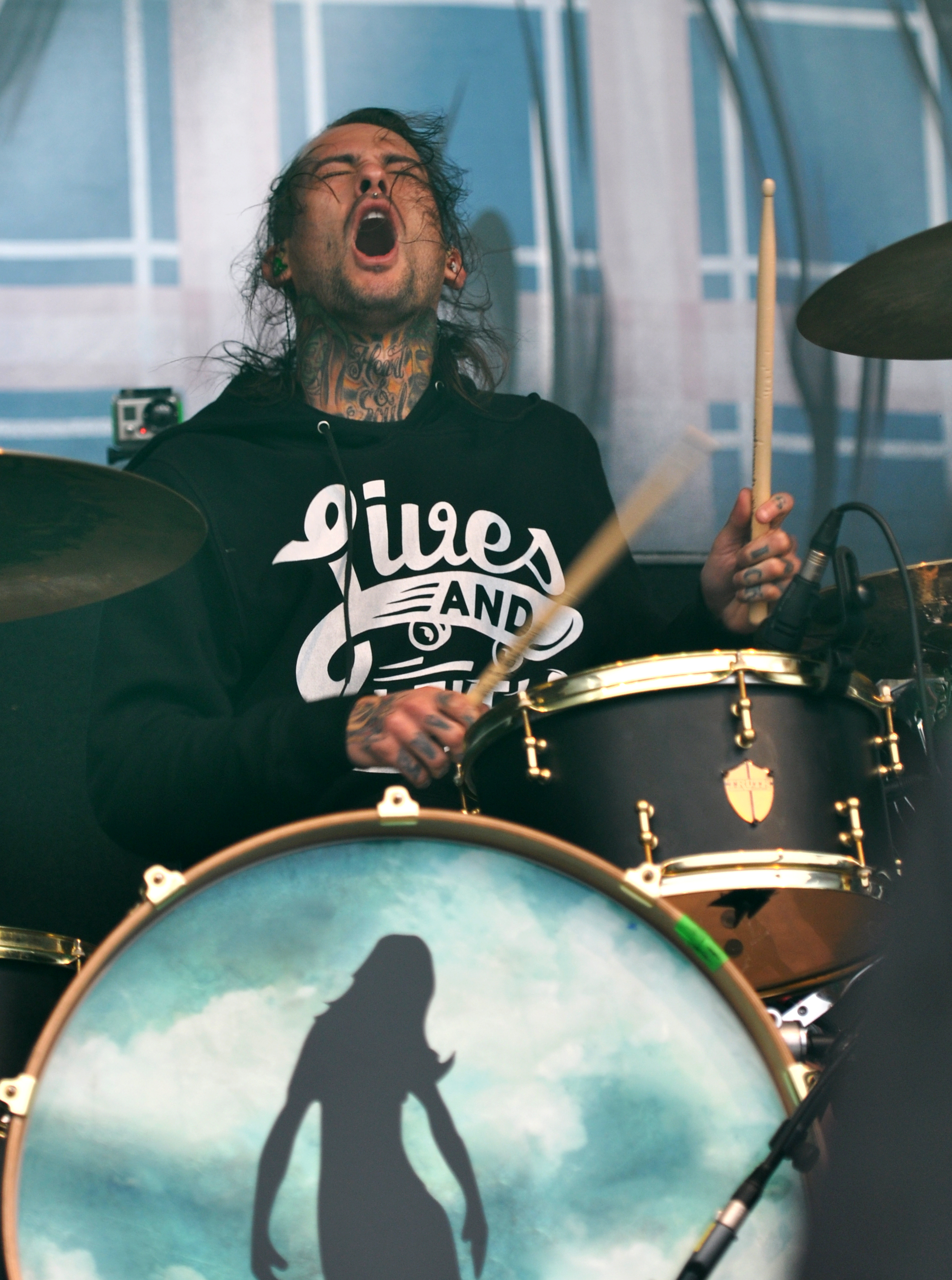
Mike Fuentes – Schlagzeug

Victor Vincent Fuentes (* 10. Februar 1983 in San Diego, Kalifornien) ist Gitarrist und Frontsänger der Band. Er spielte vor der Gründung von Pierce the Veil bei Before Today. Auch war er Teil der Supergroup Isles & Glaciers, die zwischen 2008 und 2010 bestand. Zudem ist er Hauptverfasser sämtlicher Liedtexte. Sein jüngerer Bruder, Mike Fuentes, ist ebenfalls in der Band aktiv. Auch war er Session-Musiker bei Cinematic Sunrise für eine Tournee.
Michael Christopher Fuentes (* 14. Dezember 1984 in San Diego, Kalifornien) war bis 2017 Schlagzeuger bei Pierce the Veil. Er ist der jüngere Bruder von Frontsänger Vic Fuentes. Wie sein älterer Bruder war auch Mike in der Supergroup Isles & Glaciers involviert. Neben seiner Tätigkeit ist er als Rapper unter dem Pseudonym MikeyWhiskeyHands aktiv. Unter diesem Pseudonym hat er eine Single über Velocity Records herausgebracht. Auch war er Schlagzeuger in der Hardcore-Band Underminded.
Tony Perry (* 26. Februar 1986 in Tijuana, Municipio Tijuana) ist neben Vic Fuentes Gitarrist bei Pierce the Veil. Zudem ist er, neben Bassist Jaime Preciado, als Hintergrundsänger in der Band aktiv. Seit 2013 betreibt er ein eigenes Modelabel unter dem Namen Key Street. Bevor er bei Pierce the Veil spielte, war er Gitarrist in einer regionalen Metalcore-Band. Er ist Vegetarier.
Jaime Alberto Preciado (* 17. Mai 1986 in San Diego, Kalifornien) ist Bassist und Hintergrundsänger bei Pierce the Veil. Er spielte zuvor, wie Gitarrist Tony Perry, in der Metalcore-Band Trigger My Nightmare. Zudem war er bereits auch als Musikproduzent tätig. Als Solo-Musiker hat er bisher mehrere einzelne Lieder veröffentlicht, die auf YouTube zu finden sind.

## Soziales Engagement
Die Musiker sind in mehreren Organisationen aktiv, die sich mit den Themen Mobbing- bzw. Suizidprävention oder Brustkrebs (Keep a Breast Foundation) auseinandersetzen. Bei der Keep a Breast Foundation ist die Gruppe als Botschafter tätig. Eine Exfreundin des Sängers Vic Fuentes erkrankte an Brustkrebs. Für ihre Zusammenarbeit mit der Keep a Breast Foundation wurde die Band für einen Alternative Press Music Award in der Kategorie Soziales Engagement nominiert.
Außerdem engagieren sich Pierce the Veil in mehreren Kampagnen der PETA2, der Jugendorganisation des Tierschutzvereines PETA. Eine ihrer Kampagnen ist Elephants Never Forget, die sich gegen die Haltung von Tieren (speziell Elefanten) im Zirkus richtet. 2010 wurde die Gruppe mit dem Liberation Award, der jährlich von der PETA2 verliehen wird, ausgezeichnet.

## Fangemeinde
Pierce the Veil erfreuen sich seit ihrer Gründung einer stetig wachsenden Fangemeinde. Die Gruppe hat ein sehr inniges Verhältnis zu ihren Fans. Dieses wird in ihrer Tour-Dokumentation This Is a Wasteland mehrfach gezeigt. In sozialen Netzwerken wie Facebook oder Tumblr existieren zahlreiche Fanseiten. Ein Großteil der Fans der Band ist weiblich. Laut Kevin Rutherford vom britischen Kerrang! konnte keine Band mehr einen so großen Zuwachs an Fans verzeichnen wie My Chemical Romance in ihren ersten Jahren.
In einem Artikel im Forbes heißt es, dass gerade die Fangemeinde der Band für den Erfolg ebendieser verantwortlich sind. So konnten die Verkäufe innerhalb der ersten Verkaufswoche von Misadventures im Vergleich zu Collide with the Sky nahezu verdoppelt werden, was der erste Top-Ten-Einstieg in den US-amerikanischen Albumcharts zur Folge hatte. Während der Produktion von Misadventures, die länger dauerte als ursprünglich geplant, verspürte Sänger Vic Fuentes großen Druck seitens der Anhängerschaft, was allerdings auch, so Fuentes, eine positive Seite hatte. Autor Steve Baltin bezeichnet die Fangemeinde als sehr loyal und fast schon als festen Bestandteil der Band, an dem die Musiker künstlerisch weiter wachsen könnten.
Allerdings erntete die Band für ihre Methode, spezielle VIP-Tickets für Fans anzubieten, Kritik. So kostete ein so genanntes VIP-Ticket für die Misadventures Tour im Vereinigten Königreich 60 Britische Pfund, wobei in dem Preis kein Eintrittsgeld berücksichtigt wurde, sodass Konzertbesucher zusätzlich für eine reguläre Eintrittskarte zahlen mussten. Als positives Gegenmodell wurde All Time Low genannt, die für eine Fanmitgliedschaft einen jährlichen Mitgliedsbeitrag von 25 US-Dollar einfordern und im Gegenzug dafür Zusatzleistungen wie T-Shirts, Early-Bird-Tickets und andere kostenfreie Leistungen bieten.

## Diskografie
Studioalben

| Jahr | Titel Musiklabel                              | Höchstplatzierung, Gesamtwochen, AuszeichnungChartplatzierungen (Jahr, Titel, Musiklabel, Platzierungen, Wochen, Auszeichnungen, Anmerkungen) | Höchstplatzierung, Gesamtwochen, AuszeichnungChartplatzierungen (Jahr, Titel, Musiklabel, Platzierungen, Wochen, Auszeichnungen, Anmerkungen) | Höchstplatzierung, Gesamtwochen, AuszeichnungChartplatzierungen (Jahr, Titel, Musiklabel, Platzierungen, Wochen, Auszeichnungen, Anmerkungen) | Höchstplatzierung, Gesamtwochen, AuszeichnungChartplatzierungen (Jahr, Titel, Musiklabel, Platzierungen, Wochen, Auszeichnungen, Anmerkungen) | Anmerkungen |
| Jahr | Titel Musiklabel                              | DE | UK | US | Rock | Anmerkungen |
| ---- | --------------------------------------------- | --- | --- | --- | --- | --- |
| 2007 | A Flair for the Dramatic Equal Vision Records | — | — | — | — | Erstveröffentlichung: 26. Juni 2007                                                                              |
| 2010 | Selfish Machines Equal Vision Records         | — | — | US106 Gold · (2 Wo.)US | Rock31 (1 Wo.)Rock | Erstveröffentlichung: 21. Juni 2010 Neuauflage 2013; Verkäufe: + 500.000                                         |
| 2012 | Collide with the Sky Fearless Records         | — | UK— GoldUK | US12 Gold · (16 Wo.)US | Rock1 (16 Wo.)Rock | Erstveröffentlichung: 17. Juli 2012 Neuauflage mit This Is a Wasteland am 25. November 2013; Verkäufe: + 600.000 |
| 2016 | Misadventures Fearless Records                | DE98 (1 Wo.)DE | UK17 (1 Wo.)UK | US4 (5 Wo.)US | Rock1 (14 Wo.)Rock | Erstveröffentlichung: 13. Mai 2016 Verkäufe: + 105.000                                                           |
| 2023 | The Jaws of Life Fearless Records             | — | UK43 (1 Wo.)UK | US14 (1 Wo.)US | Rock3 (1 Wo.)Rock | Erstveröffentlichung: 10. Februar 2023 Verkäufe: ~20.000                                                         |

## Auszeichnungen (Auswahl)
| Tabellarische Übersicht der Auszeichnungen und Nominierungen | Tabellarische Übersicht der Auszeichnungen und Nominierungen | Tabellarische Übersicht der Auszeichnungen und Nominierungen | Tabellarische Übersicht der Auszeichnungen und Nominierungen | Tabellarische Übersicht der Auszeichnungen und Nominierungen |
| Jahr                                                         | Auszeichnung                                                 | Für                                                          | Kategorie                                                    | Resultat                                                     |
| ------------------------------------------------------------ | ------------------------------------------------------------ | ------------------------------------------------------------ | ------------------------------------------------------------ | ------------------------------------------------------------ |
| 2010                                                         | PETA2 Liberation Awards                                      | Pierce the Veil                                              | Breakthrough Artist                                          | Gewonnen                                                     |
| 2013                                                         | Kerrang! Awards                                              | King for a Day feat. Kellin Quinn                            | Bestes Musikvideo                                            | Gewonnen                                                     |
| 2015                                                         | Kerrang! Awards                                              | Pierce the Veil                                              | Best Fanbase                                                 | Gewonnen                                                     |
| 2013                                                         | Rock Sound Readers Awards                                    | Pierce the Veil                                              | Band des Jahres                                              | Gewonnen                                                     |
| 2014                                                         | Revolver Golden Gods Awards                                  | This Is a Wasteland                                          | Bester Film / Bestes Video                                   | Gewonnen                                                     |
| 2014                                                         | Alternative Press Music Awards                               | Pierce the Veil                                              | Beste Liveband                                               | Gewonnen                                                     |
| 2014                                                         | Alternative Press Music Awards                               | Jaime Preciado                                               | Bester Bassist                                               | Gewonnen                                                     |
| 2014                                                         | Alternative Press Music Awards                               | Mike Fuentes                                                 | Bester Schlagzeuger                                          | Gewonnen                                                     |
| 2015                                                         | Alternative Press Music Awards                               | Tony Perry                                                   | Bester Gitarrist                                             | Gewonnen                                                     |

## Konzertreisen

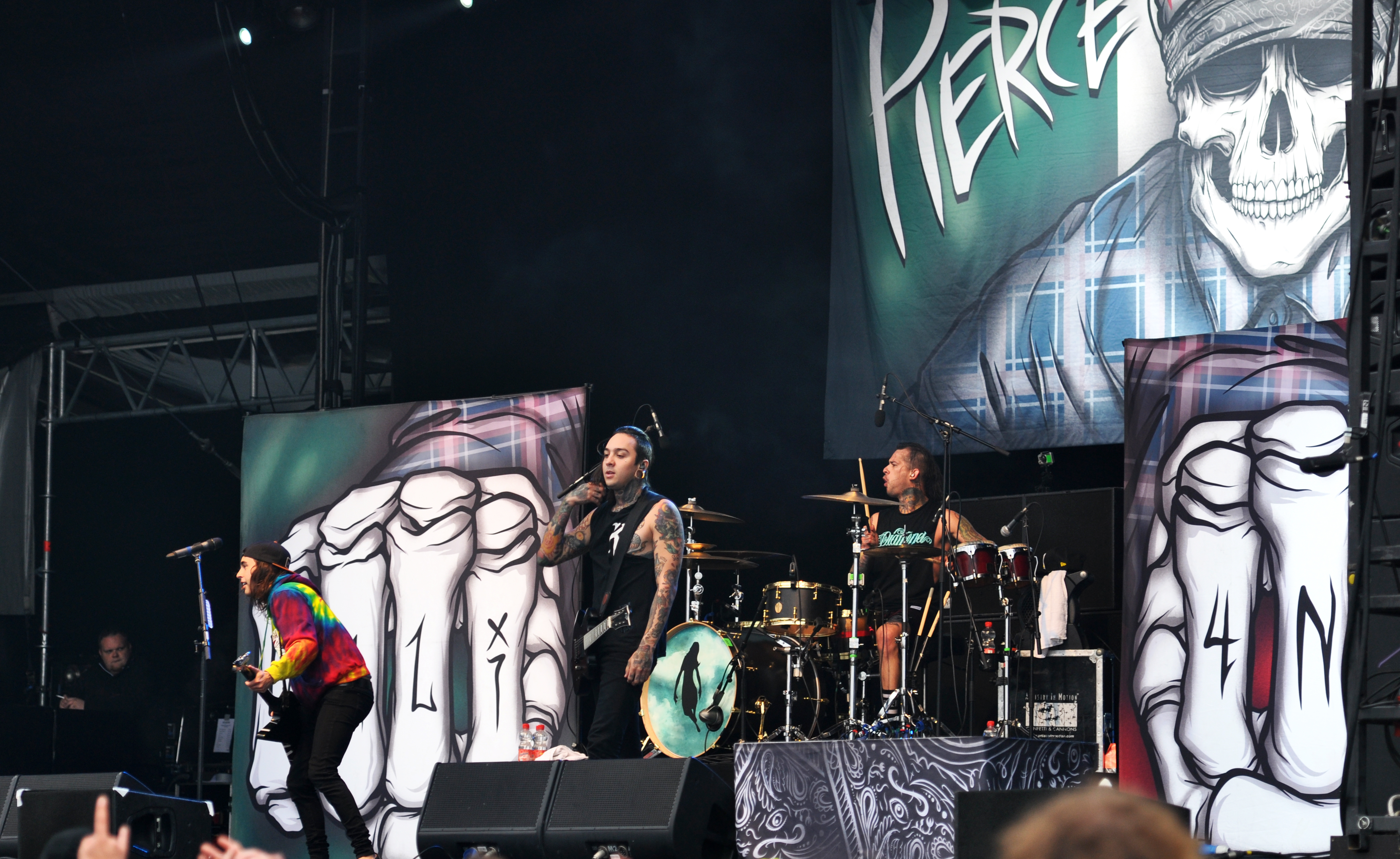
Pierce the Veil bei Rock am Ring

Seit ihrer ersten Konzertreise, welche zwischen dem 23. September 2007 und 2. Oktober 2007 stattfand, tourte die Band mehrfach durch die Vereinigten Staaten, Kanada, das Vereinigte Königreich und auf dem europäischen Festland. Zudem stehen auch Auftritte in Australien, Japan und Südamerika zu Buche.
In ihrer Karriere waren die Musiker auf mehreren bekannten Musikfestivals zu sehen, darunter bei Rock am Ring und Rock im Park, auf dem Soundwave Festival, dem California Metalfest, mehrfach auf der Warped Tour und dem Slam Dunk Festival.
Dabei war die Gruppe mit mehreren bekannten Bands zu sehen. Es stehen Tourneen mit Chiodos, The Amity Affliction, Dream On, Dreamer, Bring Me the Horizon, All Time Low, A Day to Remember, Parkway Drive, Silverstein, Blessthefall, Motionless in White, Attack! Attack! und Of Mice & Men auf dem Konto der Band. Die Gruppe spielte innerhalb eines Jahres knapp 280 Konzerte, wenn die Musiker nicht an neuem Liedmaterial arbeiten.

## Liveauftritte
Pierce the Veil ist für ihre oft dynamischen und energiegeladenen Liveauftritte bekannt, bei denen die Musiker die komplette Breite der Bühne ausnutzen. Auch arbeitet die Gruppe bei ihrer Performance mit Konfettikanonen, die mehrfach während eines Konzertes aktiviert werden können. Inzwischen bauen die Musiker neben härteren auch ruhige Akustik-Passagen ein, welche meist aus einem oder zwei Stücken besteht. Die Setlist wird so ausgearbeitet, dass es möglichst viele Übergänge zwischen den einzelnen Liedern gibt.
Auch ist Pierce the Veil für ihre rege Interaktion mit der weltweiten Fangemeinde bekannt; so bittet Sänger Vic Fuentes auf Konzerten meist eine Zuschauerin aus dem Publikum auf die Bühne, um für sie ein ruhigeres Lied anzustimmen. Während Fuentes bei Studioarbeiten sowohl den Klar- als auch den Schreigesang einspielt, wird die Rolle des Sängers und des Screamers bei Konzerten aufgeteilt, sodass Bassist Jaime Preciado den Schreigesang übernimmt.